# Barco cablero

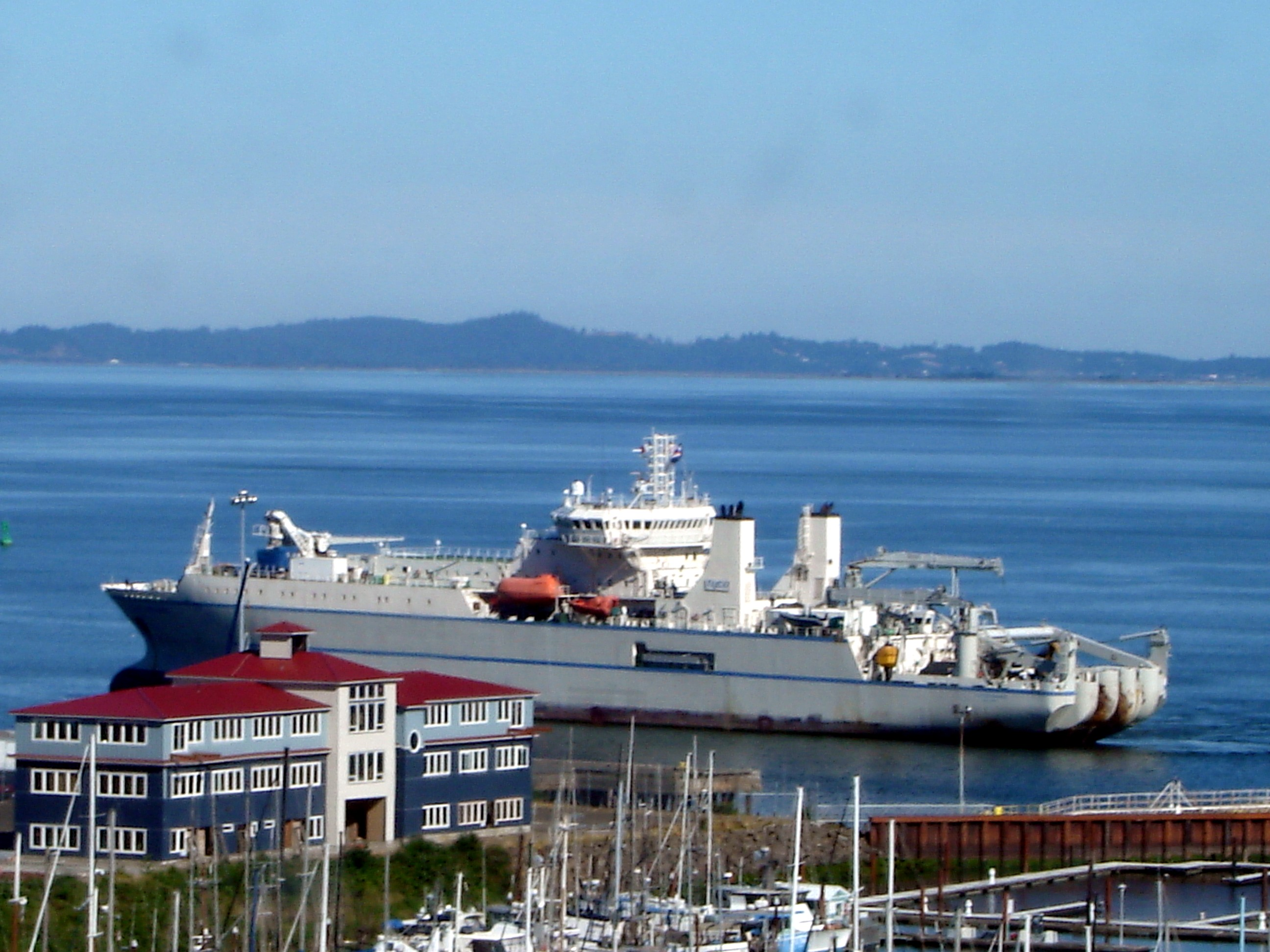
CS Dependable en Astoria, Oregón, con unas roldanas de diseño moderno en la popa.

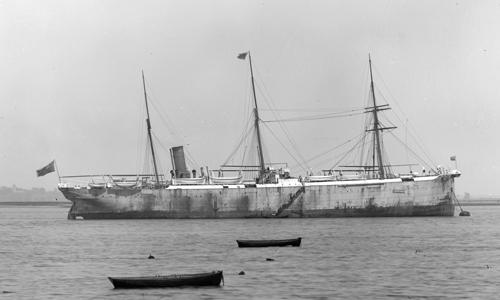
CS Hooper, el primer buque cablero diseñado con el propósito de tender cable submarino, construido por C. Mitchell & Co de Newcastle-a-Tyne en 1873, y rebautizado BC Silvertown en 1881.

Un barco cablero es un buque especializado, diseñado y utilizado en el tendido y la reparación de cables submarinos usados en telecomunicaciones, transmisión de energía eléctrica, ejército, u otros propósitos. Los buques cableros se suelen distinguir a simple vista por las roldanas que sirven para guiar el cable por la proa, popa o ambas. Las roldanas de proa, algunas muy grandes, eran características de todos los buques cableros antiguos, pero los barcos más modernos tienden a fabricarse con las roldanas situadas en popa, como se puede observar en la foto del BC Cable Innovator en el Puerto de Astoria en esta misma página. Los nombres de barcos cableros suelen estar acompañados por "B.C." Como por ejemplo en el BC Castillo de Olmedo.
El buque BS Monarch (rebautizado como BS Sentinel el 13 de octubre de 1970) completó la instalación del primer cable telefónico transatlántico, o TAT-1, en 1956 de Escocia a Nueva Escocia para la oficina de correo postal de Gran Bretaña (GPO).
El primer cable telegráfico transatlántico,  fue instalado con la ayuda de dos buques cableros entre 1857 y 1858, ya que en esa época un solo buque cablero no tenía la capacidad para llevar suficiente longitud de cable para cubrir la distancia entre la bahía de Trinity y la isla de Valentia.  La línea de telecomunicaciones estuvo en funcionamiento por un período bastante breve, hasta que en 1866 el SS Great Eastern consiguió instalar dos cables transatlánticos asegurando la comunicación entre los dos continentes.

## Barcos cableros modernos
Los barcos cableros tienen unos requisitos de mantenimiento y maniobrabilidad únicos debido a los largos períodos que transcurren entre reparaciones o tendido de cables, a las bajas velocidades a las que se realizan las operaciones, los periodos largos que navegan a ciado (navegación menos frecuente ahora que las roldanas se instalan en popa), y otro tipo de exigencias como las altas velocidades que tienen que alcanzar para llegar a las áreas de trabajo.
Hay dos tipos principales de barcos cableros: los de reparación del cable y  los de tendido de cable. Los destinados a la reparación del cableado, como el japonés Tsugaru Maru, tienden para ser más pequeños y manejables; y aunque también pueden llegar tender cable su cometido principal es reparar las secciones rotas del cableado. Por otro lado un barco como el Long Lines, está diseñado para poner cables nuevos. Tales barcos son más grandes que barcos de reparación y menos maniobrables; sus tambores de almacenamiento del cable son también más grandes y están puesto en paralelo para que un tambor pueda alimentar a otro, permitiéndole poner cable mucho más rápido. Estos barcos también suelen estar equipados con motores de cable lineales (LCE) lo que les ayuda tender el cable más deprisa. Las fábricas de cable se suelen colocar cerca de un puerto, por lo que los rollos de cable pueden llegar a ser embarcados al mismo tiempo que son manufacturados.
Hoy en día un buque cablero como el USNS Zeus (T-ARC-7)  de los EE. UU. puede tanto reparar como tender cable, llegando a poner hasta 1600 km de cable de telecomunicaciones a una profundidad de 2700 metros de una sola vez.

## Equipamiento
Para asegurarse de que el cable se coloque correctamente y se pueda recuperar en el caso de que esté dañado, se ha tenido que desarrollar un tipo de equipamiento especializado. Para reparar las secciones averiadas de cable, se usan un tipo de ganchos  que recuperan el cable del fondo marino, unidos a la embarcación mediante una cuerda originariamente hecha de acero y fibra vegetal de manila, lo que aseguraba que fuera resistente y flexible. Ahora se usan materiales sintéticos.

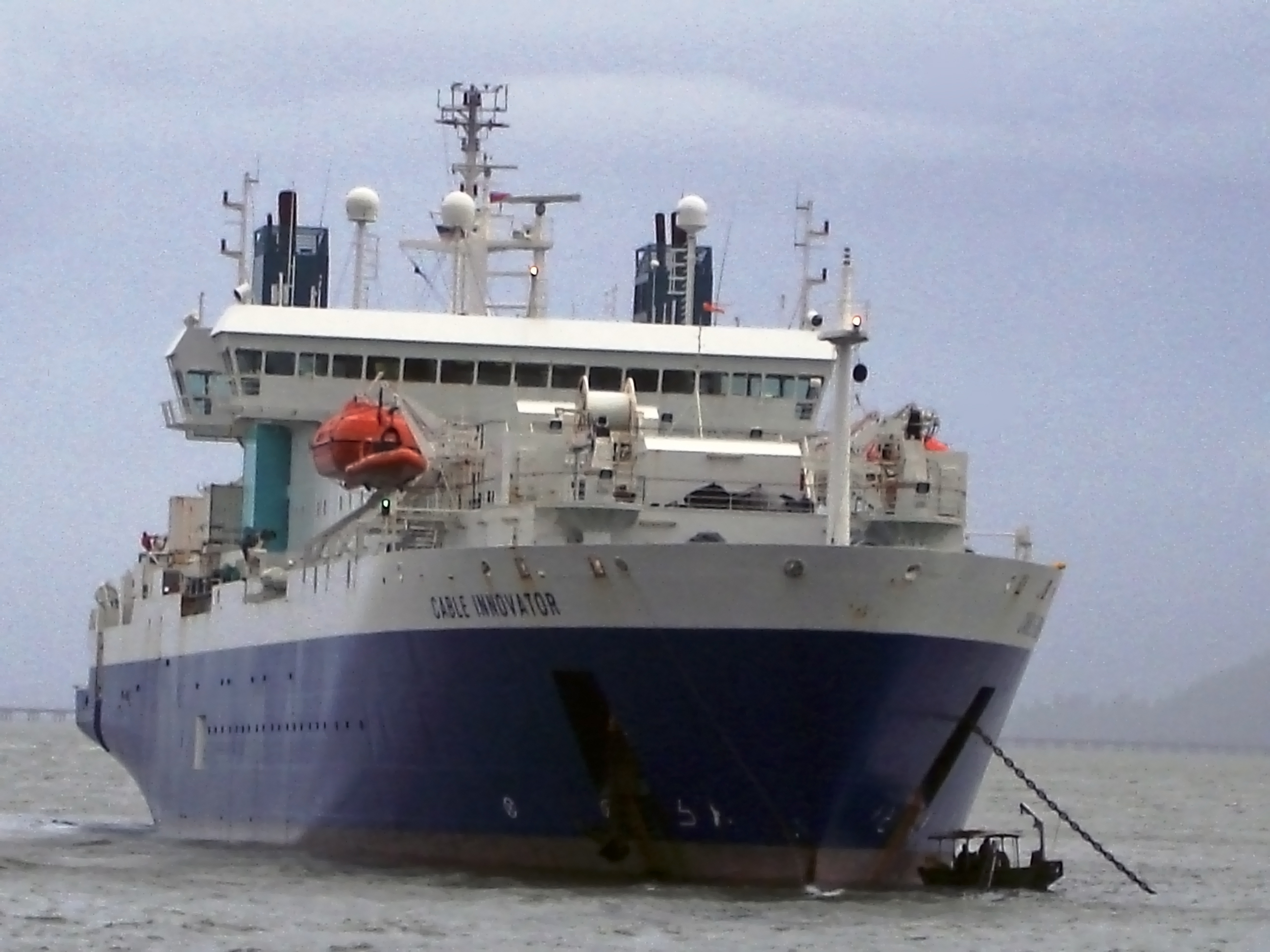
El moderno BS Cable Innovator fondeado en Astoria, Oregón, ya sin las poleas de proa.

El motor usado para tender y recuperar el cable ms comn Motor de Cable Lineal (LCE) el cual puede alimentar el cable a una velocidad de 250 metros por minuto por lo que los barcos están limitados a ir a una velocidad de 8 nudos mientras están trabajando. Por otro lado los barcos llevan un tipo de mecanismos de "arado" suspendidos debajo del agua mediante los cuales se crean surcos en la superficie del fondo marino con agua a presión para enterrar los cables a 90 centímetros de profundidad para prevenir el desgaste o que se enganche con las redes de los barcos de pesca de arrastre.

### Repetidores
Cuando se empezó a usar el cable coaxial en las instalaciones de cable submarino se tuvieron que adoptar varias medidas técnicas tanto en los buques como en la metodología de tendido ya que este tipo de cable necesita un tipo de repetidor que dificulta el paso del cable por la roldana, y porque el peso del repetidor es significativamente mayor que el del cable, lo que se solucionó usando paracaídas para que se hundieran a la misma velocidad.

## Barcos cableros clásicos

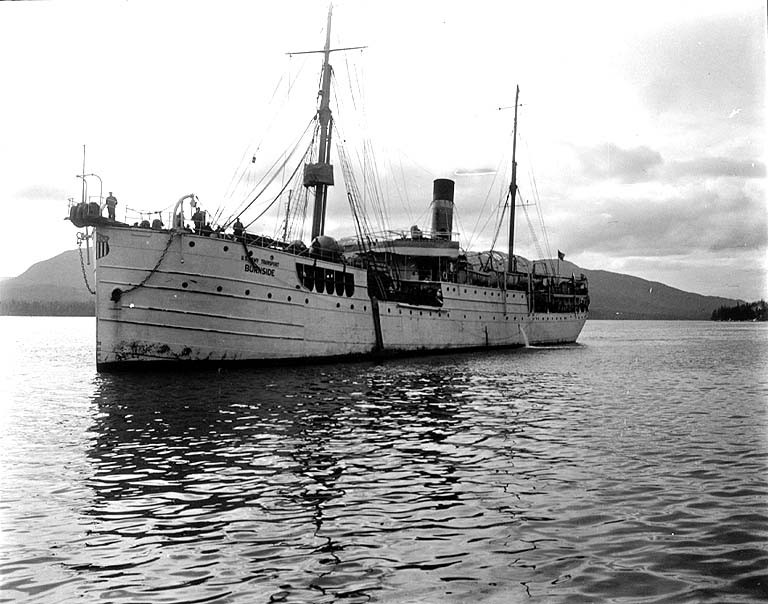
Barco cablero Burnside en Ketchikan, Alaska, junio de 1911.

- Goliath, el primer barco que instaló un cable submarino en 1850 a través del Canal de la Mancha.
- BS Monarch, manufacturado en 1830, fue el primer barco especializado en la instalación de cable submarino.
- BS Hooper, lanzado el 29 de marzo de 1873 para Hooper Telegraph Works fue el primer barco cablero diseñado para tender cable transatlántico.[14][15]
- BS H. C. Oersted, nombrado en honor a Hans Christian Ørsted construido en 1872, fue primer barco específicamente diseñado para la reparación de cable.[16]
- BS Mackay-Bennett, en servicio desde 1884 hasta 1922, más conocido porque participó en la misión de recuperar los cuerpos de las víctimas del RMS Titanic  en 1912.
- BS Alert (1890), fue empleado para cortar cables alemanes importantes en Primera Guerra Mundial

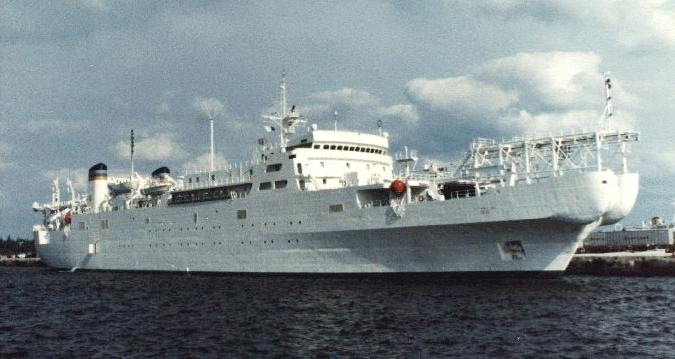
USNS Zeus, con ambos lazo y popa sheaves.